# Ben Hur (1907)
Ben Hur ist ein Film von Sidney Olcott aus dem Jahre 1907. Es ist die erste Verfilmung des gleichnamigen Romanstoffes. Als Vorlage diente das auf dem Roman basierende Bühnenstück von W. Young aus dem Jahr 1899. 1911 verloren die Filmemacher einen gegen sie angestrengten Urheberrechtsprozess, der ein Präzedenzfall des US-amerikanischen Urheberrechts wurde.

## Handlung
Im frühen 1. Jahrhundert nach Christus lebt der Jude Ben Hur. Er gerät mit seinem früheren Freund Messala, einem römischen Hauptmann, aneinander.
Die Handlung ist gerafft und kurz gehalten. Im Zentrum des Films steht das Wagenrennen, das an einem Strand in New Jersey mit örtlichen Feuerwehrleuten gedreht wurde.

## Neuverfilmungen
Erfolgreiche Neuverfilmungen des Stoffes entstanden im Jahre 1925 unter der Regie von Fred Niblo und im Jahre 1959 unter der Regie von William Wyler (der in der Version von 1925 bereits als Regieassistent mitwirkte). Des Weiteren gibt es eine Zeichentrickversion aus dem Jahr 2003 unter der Regie von Bill Kowalchuk und eine TV-Verfilmung aus dem Jahr 2010. Die neueste Adaption erschien unter der Regie von Timur Nuruachitowitsch Bekmambetow im Jahr 2016.